# Matthew Gray Gubler
Matthew Gray Gubler (Las Vegas, Nevada, USA, 1980. március 9. –) amerikai színész, filmrendező, rajzművész, korábban divatmodell.

## Élete
Gubler a New York University Tisch School of Art tagozatán szerzett diplomát. Nővére, Laura Dahl divattervező. Nagyapja, Maxwell Kelch a las vegasi Chamber of Commerce első elnöke volt, illetve segített megalapítani az első las vegasi rádióállomást. Gubler 2004-ben debütált színészként az Édes vízi élet című filmben. Azonban igazi ismertséget a CBS csatorna 2005-ben induló sorozatában, a Gyilkos elmék-ben alakított ifjú zseni, Dr. Spencer Reid szerepe hozta meg számára. Gubler több rövidfilmet és videóklipet is rendezett, elmondása szerint jobb rendezőnek tartja magát, mint színésznek. A színészet és rendezés mellett rajzol és fest, műveit saját honlapján teszi közzé, illetve Csehországban kiállítása is volt.

## Filmográfia (válogatás)
- 2004: Édes vízi élet
- 2005–2020: Gyilkos elmék
- 2006: Rumlis vakáció (RV)
- 2007: Alvin és a mókusok
- 2008: A tökéletlen trükk (The Great Buck Howard)
- 2009: 500 nap nyár ((500) Days of Summer)
- 2009: Alvin és a mókusok 2.
- 2011: Superman és a Nap-expedíció
- 2011: Scooby-Doo és a fantoszaurusz rejtélye
- 2011: Alvin és a mókusok 3.
- 2012: Kamasz a pokolból (Excision)
- 2014: Zombibarátnő
- 2015: Alvin és a mókusok 4. – A mókás menet
- 2017: 68 lepedő (68 kill)
- 2018: Zoe
- 2019: Lezárások, kezdetek (Endings, Beginnings)
- 2020: A lovas lány (Horse Girl)